# Haugesund Seagulls
 Haugesund Seagulls eller Haugesund Ishockeyklubb är en norsk ishockeyklubb från Haugesund, Norge. Laget spelar säsongen 2019/2020 i Norges nästa högsta division 1. divisjon och har mestadels spelat i 1. divisjon och aldrig lyckats ta sig till GET-ligaen i Norge.
Klubben spelar sina hemmamatcher i Haugesund Ishall med en kapacitet på 700 åskådare.